# Ambalamidera II
Ambalamidera II est une commune rurale malgache située dans la partie centre-est de la région de la Haute Matsiatra.